# Santiago Tlapanaloya
Santiago Tlapanaloya es una comunidad rural perteneciente al municipio de Tepeji del Río de Ocampo, al sur del Estado de Hidalgo, México. Según el censo de 2010, cuenta con una población de 1785 habitantes.
Caracterizado como una comunidad con bellos paisajes naturales, leyendas coloniales y un clima comfortable. Santiago Tlapanaloya , es comúnmente visto como una zona para mucha gente foránea, para tener casa de campo y estancia en las cuales pasar vacaciones o ser residentes permanentes de la comunidad.
Su fiesta patronal con fecha de 25 de julio es una fiesta emblemática para el municipio y localidades vecinas, ya que al tener una hermosa  plaza cívica, lo hace ubicar como una excelente oportunidad para conocer un poco más de este emblemático barrio. 